# Meloboris xylostellae
Meloboris xylostellae är en stekelart som beskrevs av Kusigemati 1993. Meloboris xylostellae ingår i släktet Meloboris och familjen brokparasitsteklar. Inga underarter finns listade i Catalogue of Life.